# Eupithecia abiecta
Eupithecia abiecta är en fjärilsart som beskrevs av András Vojnits 1980. Eupithecia abiecta ingår i släktet Eupithecia och familjen mätare. Inga underarter finns listade i Catalogue of Life.